# Toni Aparicio
Antonio  Aparicio Chorques, conocido como Toni Aparicio (Enguera, provincia de Valencia, 7 de noviembre de 1955), es un entrenador de fútbol español que entrenó al CD Alcoyano

## Trayectoria
Es licenciado en Educación física, y además posee los títulos de entrenador  de voleibol, balonmano y fútbol.
Ha conseguido numerosos ascensos a Segunda B, y en la temporada 2009/10 realizó una temporada de ensueño con el humilde Ontinyent Club de Futbol, llevándolo al último partido de promoción de ascenso a Segunda división. Pasó después a entrenar al Club Deportivo Olímpic de Xàtiva durante dos temporadas (2012/2013 y 2013/2014). La temporada 2014/2015 entrena al CD Eldense a principios de noviembre y dimite a falta de diez jornadas para acabar la liga.

## Clubes
| Club                 | País   | Año       | Categoría    | Nota                                                           |
| -------------------- | ------ | --------- | ------------ | -------------------------------------------------------------- |
| Novelda CF           | España |           |              |                                                                |
| CD Alcoyano          | España |           |              |                                                                |
| Olímpic de Xàtiva    | España | 1991-1992 |              |                                                                |
| Levante UD           | España | 1991-1992 |              |                                                                |
| Orihuela CF          | España | 1992-1993 |              |                                                                |
| CE Alberic           | España | 1998-1999 | Preferente   |                                                                |
| CD Alcoyano          | España | 1998-1999 | 3.ª          | 3r clasificado                                                 |
| UD Alzira            | España | 1999-2000 | 2.ª B        | 14.º clasificado                                               |
| Novelda CF           | España | 2000-2001 | 2.ª B        | 5.º A un punto o un gol de acabar 4.º                          |
| Novelda CF           | España | 2001-2002 | 2.ª B        | 7.º Llega a octavos de final de la Copa del Rey                |
| Benidorm CD          | España | 2002-2003 | 3.ª          | 1.º                                                            |
| Benidorm CD          | España | 2003-2004 | 3.ª          | 1.º Asciende                                                   |
| Benidorm CD          | España | 2004-2005 | 2.ª B        | 12.º                                                           |
| Benidorm CD          | España | 2005-2006 | 2.ª B        | Destituido en la 6.ª jornada tras su cuarto empate consecutivo |
| Ontinyent CF         | España | 2006-2007 | 3.ª división | 4.º Ascenso                                                    |
| Ontinyent CF         | España | 2007-2008 | 2.ª B        | 6.º                                                            |
| Ontinyent CF         | España | 2008-2009 | 2.ª B        | 6.º                                                            |
| Ontinyent CF         | España | 2009-2010 | 2.ª B        | 3.º Llega a la última ronda de ascenso a 2.ª A                 |
| Ontinyent CF         | España | 2010-2011 | 2.ª B        | 11.º                                                           |
| CD Olímpic de Xàtiva | España | 2012-2013 | 2.ª B        | 5.º 20 jornadas líder. Pierde promo en la última jornada.      |
| CD Olímpic de Xàtiva | España | 2013-2014 | 2.ª B        |                                                                |
| CD Eldense           | España | 2014-2015 | 2.ª B        |                                                                |
| At. Levante UD       | España | 2016      | 2.ª B        | 14.º Salva el equipo que estaba en descenso                    |
| CD Alcoyano          | España | 2017-2018 | 2.ª B        |                                                                |

- Datos: Q6148769